# Mervat Amin
Mervat Mohamed Mustafa Amin (Menia, 24 de noviembre de 1948) es una actriz egipcia.

## Biografía
Amin nació en Menia, Egipto. Logró reconocimiento en los medios de su país luego de protagonizar junto a Abdel Halim Hafez la película My Father Atop a Tree, última participación en el cine de Hafez. A partir de entonces se convirtió en una de las actrices egipcias más reconocidas durante la década de 1970 y 1980, realizando papeles protagónicos en numerosas películas del país del norte africano.
Mervat se casó cuatro veces. Estuvo brevemente comprometida con el guitarrista egipcio Omar Khorshid y más adelante con el actor Hussein Fahmy entre 1974 y 1986, con quien tuvo una hija.

## Filmografía

### Cine
| Año  | Título internacional                              | Título en árabe                                                   |
| ---- | ------------------------------------------------- | ----------------------------------------------------------------- |
| 1968 | 3 Women                                           | 3 نساء                                                            |
| 1968 | Confused Souls                                    | Noufous Haira, نفوس حائرة                                         |
| 1968 | The Trial                                         | Al-Qadhia, القضية                                                 |
| 1969 | My Father Atop a Tree                             | Abi Fawq al-Shagara, أبي فوق الشجرة                               |
| 1970 | The Hardest Marriage                              | As'ab Gawaz, أصعب جواز                                            |
| 1970 | Escaping from Love                                | Harebat min al-Hob, هاربات من الحب                                |
| 1970 | Wallet Thief                                      | سارق المحفظة                                                      |
| 1971 | Chitchat on the Nile                              | Thartharah Fawq al-Nil, ثرثرة فوق النيل                           |
| 1971 | Forgiveness                                       | Al-Ghofran, الغفران                                               |
| 1971 | El Hasnaa Wa al Les                               | الحسناء واللص                                                     |
| 1971 | Sab3 El Leil                                      | سبع الليل                                                         |
| 1972 | A Nose & Three Eyes                               | Anf wa Thalath 'Oyoun, أنف وثلاث عيون                             |
| 1972 | Azmat Sakan                                       | ازمة سكن                                                          |
| 1972 | The Greatest Kid in the World                     | أعظم طفل في العالم                                                |
| 1972 | The Return of the Most Dangerous Man in the World | عودة أخطر رجل في العالم                                           |
| 1973 | Sugar Street                                      | Al-Sokkareyah, السكرية                                            |
| 1973 | El Selem El Khalfy                                | السلم الخلفي                                                      |
| 1973 | El Banat Wel Mercedes                             |                                                                   |
| 1973 | A Group of Teenagers                              | Shellet al-Moraheqin, شلة المراهقين                               |
| 1973 | Searching for a Scandal                           | Al-Bahth 'an Fadiha, البحث عن فضيحة                               |
| 1973 | School of Mischief                                | Madrasat El-Moshaghebeen, مدرسة المشاغبين                         |
| 1974 | Sons of Silence                                   | Abnaa el Samt, أبناء الصمت                                        |
| 1974 | The Grandson                                      | Al Hafeed, الحفيد                                                 |
| 1974 | The Beauty and The Scoundrel                      | Al-Fatenah wa al-S'alouk, الفاتنة والصعلوك                        |
| 1974 | Nagm fi hayati                                    |                                                                   |
| 1974 | Wonders of Time                                   | 'Agaieb ya Zaman, عجايب يا زمن                                    |
| 1974 | El Sa3a tadok Al 3ashera                          | الساعة تدق العاشرة                                                |
| 1974 | Al Abreya2                                        | الأبرياء                                                          |
| 1975 | The Liar                                          | Al-Kaddab, الكداب                                                 |
| 1975 | The Madness of Youth                              | Jonoun Al-Shabab, جنون الشباب                                     |
| 1975 | Don't Leave Me Alone                              | La Tatroukni Wahdi, لا تتركني وحدي                                |
| 1975 | Meeting with the Past                             | Laqaa Ma'a al-Madhy, لقاء مع الماضي                               |
| 1975 | The Woman and the Wolves                          | Al-Ontha wa al-Thaab, الانثى و الذئاب                             |
| 1975 | Love in the Rain                                  | Al-Hob Tahat al-Matar, الحب تحت المطر                             |
| 1975 | Love is Over                                      | Wentahi al-Hob, وانتهى الحب                                       |
| 1976 | I Wish I Didn’t Know Love                         | Letani Ma Araft Al Hob, ليتني ما عرفت الحب                        |
| 1976 | The Good Kids                                     | Al-'Eyal al-Tayebeen, العيال الطيبين                              |
| 1976 | The Hot Tears                                     | Al-Dumoo' al-Sakhna, الدموع الساخنة                               |
| 1976 | Barefoot on the Golden Bridge                     | Hafia 'ala Jisr al-Thahab, حافية على جسر الذهب                    |
| 1976 | Heartbeat                                         | Daqqit Galb, دقة قلب                                              |
| 1976 | Circle of Revenge                                 | Daerat Al-Enteqam, دائرة الانتقام                                 |
| 1977 | Sins of Love                                      | Makan LilHob Khataya al-Hob, مكان للحب خطايا الحب                 |
| 1977 | Sometimes, Love Comes Before Bread                | Al-Hob Qabl al-Khair Ahyanan, الحب قبل الخبز أحيانًا               |
| 1978 | Some Visit the Maazoun Twice                      | Al-Ba'adh Yathhab Lil Maathoun Maratayn, البعض يذهب للمأذون مرتين |
| 1978 | The Other Woman                                   | Al Maraa al-Okhra, المرأة الأخرى                                  |
| 1978 | Call After Midnight                               | Mukalama Ba'ad Montasaf Al Layl, مكالمة بعد منتصف الليل           |
| 1978 | Masters and Slaves                                | Aseyad wa 'Abeed, أسياد وعبيد                                     |
| 1978 | The Devil is Their Third Accomplice               | Wa Thalithhom al-Shaytaan, وثالثهم الشيطان                        |
| 1978 | Ghaba Men El Seekan                               | غابة من السيقان                                                   |
| 1978 | The Lover's Railroad                              | Saka al-'Ashiqeen, سكة العاشقين                                   |
| 1978 | Unforgettable Night                               | Layla La Tensa, ليلة لا تنسى                                      |
| 1978 | I Want Love and Attention                         | Oreed Hoba wa Hanana, أريد حبا و حنانا                            |
| 1979 | Save This Family                                  | Anqethou Hathehi Al-'Aela, أنقذوا هذه العائلة                     |
| 1979 | La Tabky Ya 7abeeb El 3omr                        | لا تبكي ياحبيب العمر                                              |
| 1979 | Premeditation                                     | Ma'a Sabaq al-Israr, مع سبق الإصرار                               |
| 1980 | I'm Sorry, I Won't Get Divorced                   | Asfah Arfadh al-Talaq, آسفة أرفض الطلاق                           |
| 1980 | Love is Not Enough                                | Al Hob Wahdo La Yakfi, الحب وحده لا يكفي                          |
| 1982 | The Bus Driver                                    | Sawak al-Utubis, سواق الأتوبيس                                    |
| 1984 | One By One                                        | Waheda Bewaheda, واحدة بواحدة                                     |
| 1984 | Falsification of Legal Documents                  | Tazwir fi Awraq Rasmeya, تزوير في أوراق رسمية                     |
| 1985 | Prints on the Sea                                 | Basamat Fawq al-Maa, بصمات فوق الماء                              |
| 1985 | Save What We Can                                  | Enqaz Ma Yomken Enqazo, إنقاذ ما يمكن إنقاذه                      |
| 1986 | Return of a Citizen                               | 'Odou Muwatin, عودة مواطن                                         |
| 1986 | The Train                                         | El-Qetaar, القطار                                                 |
| 1986 | El Bondera                                        | البنديرة                                                          |
| 1986 | El Awbasha                                        | الأوباش                                                           |
| 1987 | The Wife of an Important Man                      | Zawgat Ragoul Mohem, زوجة رجل مهم                                 |
| 1987 | Two Women and a Man                               | Emratan wa Ragoul, إمرأتان و رجل                                  |
| 1988 | Ayam El Ro3b                                      | أيام الرعب                                                        |
| 1988 | Leila Fi Shahr Sab3a                              | ليلة في شهر                                                       |
| 1988 | Shabab Fel Ga7im                                  | شباب في الجحيم                                                    |
| 1988 | Makhaleb Emra2a                                   | مخالب امرأة                                                       |
| 1989 | The World on a Dove's Wing                        | Al-Donia 'Ala Ganah Yamama, الدنيا على جناح يمامة                 |
| 1989 | The Puppeteer                                     | الأراجوز                                                          |
| 1991 | Al 3awda Wal 3osfour                              | العودة والعصفور                                                   |
| 1992 | Hams El Gawary                                    | همس الجواري                                                       |
| 1993 | Little Dreams                                     | Ahlam Sagheera, أحلام صغيرة                                       |
| 1993 | Leh Ya Haram                                      | Leh ya Haram, ليه يا هرم                                          |
| 1994 | Kart A7mar                                        | Kart Ahmar, كارت أحمر                                             |
| 1998 | El Katl El laziz                                  | Al-Qatl al-Lathith, القتل اللذيذ                                  |
| 1999 | El Fara7                                          | Al-Farah, الفرح                                                   |
| 2000 | Qadar Emra2a                                      | قدر إمرأة                                                         |
| 2001 | Oula Sanawy                                       | أولى ثانوي                                                        |
| 2001 | The Days of Sadat                                 | Ayam al-Sadat, أيام السادات                                       |
| 2008 | Morgan Ahmad Morgan                               |                                                                   |
| 2014 | My Mother-In-Law Loves Me                         | Hamaty Bithibny, حماتي بتحبني                                     |
| 2015 | Cairo Time                                        | Bitowqit al-Qahira, بتوقيت القاهرة                                |
| 2016 | 30 Years Ago                                      | Min 30 Sana, من 30 سنة                                            |
| 2017 | No Trespassing or Cameras Allowed                 | ممنوع الاقتراب أو التصوير                                         |

### Televisión
| Año  | Título             |
| ---- | ------------------ |
| 1999 | El Ragol El Akhar  |
| 2006 | Ahzan Mariam       |
| 2013 | Madreaset Alahlam  |
| 2016 | Ras Al Ghul        |
| 2017 | La Totfe' Al Shams |